# Оштри медицински отпад
Оштри медицински отпад облик је медицинског отпада који се састоји од коришћених „оштрих предмета“, што укључује било који уређај или предмет који се користи за бушење или раздеротину коже Оштри отпад је класификован као биолошки опасан отпад и са њим се мора пажљиво руковати. Уобичајени медицински материјали који се третирају као оштри отпад су хиподермичне игле, скалпели и сечива за једнократну употребу, контаминирано стакло и одређена пластика, и жице које се користе у хирургији.

## Врсте оштрих материјала
Поред игала и сечива, све што је причвршћено за њих, као што су шприцеви и уређаји за ињекције, такође се сматра отпадом од оштрих предмета.
Оштрице могу укључивати бријаче, скалпеле, спацијале ножиче, маказе или било које друге предмете који се користе за сечење у окружењу медицинских или биолошких истраживања, без обзира да ли су контаминирани инфективним опасним материјалом. 
Стакло и оштра пластика сматрају се отпадом сличном оштрим предметима, али се њихови начини руковања могу варирати. Стаклени предмети који су контаминирани биолошки опасним материјалом третирају се на исти начин као игле и оштрице, чак и ако су неполомљене. Ако је стакло контаминирано, оно се и даље често третира као оштро, јер може да се разбије током процеса одлагања. Контаминирани пластични предмети који нису оштри могу се одложити у контејнер за инфективни отпад уместо у контејнер за оштре предмете.

## Могуће опасности
Повреде од отпада од оштрих предмета могу бити од утицаја на јавно здравље, јер коришћени оштри предмети могу садржати инфективни материјал.  У том случају овај отпад шири патогене који се преносе крвљу ако контаминирани оштри предмети претходно продрли у кожу. Према томе отпада од оштрих предмета може де буде одговоран за ширење патогена и/или су директно одговорно за преношење болести које се преносе крвљу, као што су хепатитис Б (ХБВ), хепатитис Ц (ХЦВ) и ХИВ. Такође током манипулације отпадом од оштрих предмета здравствени радници се излажу ризику од преношења ових болести, јер велика количина којом свакодневно рукују  повећава шансу да дође до повреде и преношења болести..
У свакодневном животу и шира јавност повремено може бити изложена ризику да задобије повреде од оштрог отпада, јер непрестано расте број корисника лекова и виду инјекције, ако неправилно рукују и одлажу игле и шприцеве након употребе.

## Контејнери за оштре предмете
Контејнер за оштре предмете су тврде пластичне посуда које се користи за безбедно одлагање хиподермичних игала и других оштрих медицинских инструмената, као што су интравенски катетери и скалпели за једнократну употребу.   Сви контејнери за одлагање оштрих предмета треба да испуњавају селедеће услове:
- да су направљени од тешке пластике,
- да могу да се затвори поклопцем који чврсто пристаје, отпорним на бушење, а да оштрице не могу да изађу из контејнера,
- да су усправни и стабилни током употребе,
- да су отпорни на цурење,
- да су прописно обележени како би упозорили на опасан отпад унутар контејнера.

Контејнери за оштре предмете могу бити за: 
- једнократну употребу,
- за вишекратну употребу. У њих се одлажу мали контејнера заједно са другим медицинским отпадом. Ови контејнери се након пражњења стерилишу, односно пре него што се врате на поновну употребу.

Контејнер за одлагање оштрих предмета се пуне до на њему означене линији или ако она није означена до око три четвртине (3/4) његове запремине. У том тренутку, контејнер се празни или одлажу до рециклаже.
У Сједињеним Америчким Државама, контејнери за оштре предмете обично су црвени,  а у другим земљама често су жуте боје и означени су универзалним симболом биолошке опасности ради лакшег препознавања. На другим местима често су жуте боје. 
Аеродроми и велике институције обично имају посуде за оштре предмете доступне у тоалетима за безбедно одлагање шприцева и игала за кориснике лекова као што су дијабетичари зависни од инсулина.
Медицинске установе и лабораторије су такође опремљене контејнерима за оштре предмете, као и опремом која је неопходна за њихову безбедну стерилизацију или одлагање. Ово минимизира раздаљину коју контејнери морају да пређу и број људи који долазе у контакт са оштрим отпадом. 
Мање клинике или канцеларије су према прописима многих земаља дужне  да ангажују услуге компаније која је специјализована за транспорт и правилно одлагање опасног отпада.

### Алтернативни контејнери за одлагање оштрих предмета
Ако контејнер који је одобриле надлежне установе нису доступни, неке организације препоручују коришћење тешких пластичне посуде из  домаћинство као алтернативу. Контејнер треба да буде отпоран на цурење, да стоје усправан о током употребе и да има поклопац отпоран на пробијање, као што је нпр. пластични контејнер за детерџент за веш.

## Одлагање оштрог отпада
Изузетна пажња се мора посветити управљању и одлагању оштрог отпада. Циљ управљања оштрим отпадом је безбедно руковање свим материјалима који се не могу правилно одложити и уништити. Последњи корак у одлагању оштрог отпада је њихово претходне третирање у аутоклаву. Мање уобичајен приступ је њихово спаљивање (обично се спаљује само отпад од оштрих ампула и шприцева за хемотерапију). 
При одлагању овог отпад морају се предузети кораци како би се смањио ризик од повреда овим материјалом, све док се не максимизира количина одложеног оштрог материјала. 
Строги болнички протоколи и владини прописи  дају детаљна упутства здравственим радницима како да управљају оштрим отпадом и помажу им да  са отпадом рукује што је могуће ефикасније и безбедније.
Методе одлагања се разликују у зависности од земље и локалних услова, али уобичајене методе одлагања су или путем камиона или, у Сједињеним Америчким Државама, одлагањем оштрих предмета путем поште. Услуге камиона подразумевају обучено особље које сакупља оштри отпад, а често и медицински отпад, на месту настанка и одвози га камионом до постројења за уништавање. Слично томе, метода за одлагање оштрих предмета путем поште омогућава произвођачима да отпреме оштре предмете у постројење за одлагање директно преко америчке поште у посебно дизајнираним и одобреним контејнерима за отпрему. Одлагање оштрих предмета путем поште омогућава произвођачима отпада да одложе мање количине оштрих предмета, јер је то економичније него када би унајмили сервис камиона. 
Законодавство у Француској наводи да су фармацеутске компаније које снабдевају кориснике лековима за самоубризгавање одговорне за одлагање истрошених игала. Раније популарне маказе и капице за игле више нису прихватљиве као сигурносни уређаји, а све више су потребне кутије за оштре предмете или уређаји за уништавање игала.
Извештај Канадског удружења за ментално здравље открио је да надгледана места за инјектирање лекова помажу у смањењу количине одбачених игала по улицама.

## Технологија средстава за убризгавање
Са више од шеснаест милијарди инјекција које се дају годишње широм света, игле највише доприносе отпаду оштрих предмета. Из тог разлога су развијене многе нове технологије које се углавном односе на сигурносне механизме на шрицеве и иле. Како су се ове технологије развијале, владе су покушале да их учине уобичајеним како би осигурале сигурност отпада. Године 2000. усвојен је Закон о безбедности и превенцији убода игле, заједно са Стандардом о патогенима који се преносе крвљу.
Сигурносни шприцеви помажу у смањењу случајева случајног убода игле. Један од најновијих развоја био је уређај за убризгавање са аутоматским искључивањем (аутоинјектор). Ови уређаји за убризгавање се аутоматски искључују након једне употребе. Ово се може урадити увлачењем игле назад у шприц или ометањем клипа шприца. Пошто уређај за убризгавање сада није у функцији, не може се поново користити. Заштита игле након убризгавања лека је још један приступ за безбедно руковање оштрим предметима. Ово су методе без употребе руку које обично укључују поклопац са шаркама који се може притиснути на сто да би се игла запечатила. 
Друга технологија у управљању отпадом оштрих предмета у вези са шприцевима је уклањање игле. Могу се предузети различити приступи са главним циљем да се игла одвоји од шприца. Ово омогућава да се оштра игла стави у заштитни део и одложи одвојено од шприца. Постоји дебата око употребе ових уређаја, јер они укључују додатни корак у руковању оштрим отпадом.